# Dobova
Dobova je osada v občině Brežice, jež leží na široké rovině podél řeky Sávy ve východním Slovinsku, poblíž hranic s Chorvatskem. Je součástí Dolního Štýrska. Přes osadu probíhá mezinárodní železniční trať z Lublaně do Záhřebu. V jejím širším okolí se nacházejí četná archeologická naleziště z období od 12. století př. n. l. po osídlení prvních Slovanů. Ve vykopávkách hrobů byla nalezena řada nálezů, např. zdobená kopí a keltské meče s ornamenty. Také byly nalezeny římské zbytky stavebních základů a menší pohřebiště z doby od 1. do 4. století. V obci působí mateřská škola Najdihojca a základní škola Dr. Jože Toporišiče Dobova, která je pojmenována po slovinském jazykovědci Joži Toporišičovi.